# Encruzilhada do Sul
Encruzilhada do Sul es un municipio brasileño del estado de Rio Grande do Sul.
Se encuentra ubicado a una latitud de 30º32'38" Sur y una longitud de 52º31'19" Oeste, estando a una altitud de 432 metros sobre el nivel del mar. Su población estimada para el año 2004 era de 24.860 habitantes.
Ocupa una superficie de 342.288 km².
- Datos: Q600808
- Multimedia: Encruzilhada do Sul / Q600808

1. ↑  Worldpostalcodes.org,código postal n.º 96610-000.